# Wonderful Crazy Night
| 전문가 평가     | 전문가 평가 |
| 총 점수         | 총 점수     |
| 출처            | 점수        |
| --------------- | ----------- |
| 메타크리틱      | 70/100      |
| 평가 점수       |             |
| 출처            | 점수        |
| Allmusic        | [ 2 ]       |
| The Guardian    | [ 3 ]       |
| The Independent | [ 4 ]       |
| Rolling Stone   | [ 5 ]       |

《Wonderful Crazy Night》는 2016년 2월 5일에 발매된 영국의 음악가 엘튼 존의 서른세 번째 스튜디오 음반이다. 이 음반은 2006년 《The Captain & the Kid》 이후로 엘튼 존 밴드가 참여한 첫 음반이며, 17일간 작곡되고 녹음된 음반이다. 엘튼 존 밴드의 타악기 연주자인 레이 쿠퍼는 1995년 《Made in England》 이후로 참여한 첫 번째 엘튼 존 음반이며, 밴드의 키보디스트 킴 불러드와 베이시스트 맷 비저넷가 참여한 첫 번째 엘튼 존 음반이다.

## 곡 목록
모든 곡들은 엘튼 존과 버니 토핀에 의해 작사/작곡하였다.
| #   | 제목                      | 재생 시간 |
| --- | ------------------------- | --------- |
| 1.  | 〈Wonderful Crazy Night〉 | 3:13      |
| 2.  | 〈In the Name of You〉    | 4:33      |
| 3.  | 〈Claw Hammer〉           | 4:22      |
| 4.  | 〈Blue Wonderful〉        | 3:37      |
| 5.  | 〈I've Got 2 Wings〉      | 4:35      |
| 6.  | 〈A Good Heart〉          | 4:50      |
| 7.  | 〈Looking Up〉            | 4:06      |
| 8.  | 〈Guilty Pleasure〉       | 3:38      |
| 9.  | 〈Tambourine〉            | 4:17      |
| 10. | 〈The Open Chord〉        | 4:04      |